# الإشارة الدولية
الإشارة الدولية (IS) هي لغة إشارة مبسّطة تستخدم في مجموعة متنوعة من السياقات المختلفة، لا سيما في الاجتماعات الدولية مثل مؤتمر الاتحاد العالمي للصم (WFD) وأحداث مثل الديفلمبياد مسابقة ملك وملكة جمال العالم للصم، وفي مقاطع الفيديو التي ينتجها الأشخاص الصم ويشاهدها الصم الآخرون من جميع أنحاء العالم، وبشكل غير رسمي عند السفر والتواصل الاجتماعي.
كثير من الناس يعتبرون الإشارة الدولية لغة إشارة عالمية، ولكن هذا يصعب جدًا حدوث ذلك أخذا في الاعتبار أن إثنولوغ يسرد 142 نوعًا مختلفًا من لغات الإشارة.

## التسمية
في حين أن المصطلح الأكثر استخدامًا هو International Sign (الإشارة الدولية)، فإنه يشار إليه أحيانًا باسم Gestuno ،  و International Sign Pidgin  و International Gesture (IG). الإشارة الدولية مصطلح يستخدمه الاتحاد العالمي للصم ومنظمات دولية أخرى.

## التاريخ
اجتمع الصم في العالم الغربي والشرق الأوسط معًا باستخدام لغة الإشارة لمدة 2000 عام. عندما يجتمع الصم من خلفيات لغة الإشارة المختلفة، ينشأ نوع من لغة الإشارة التواصلي، سواء كانت في سياق شخصي غير رسمي أو في سياق دولي رسمي. لذلك استخدم الصم نوعًا من نظم الإيماء المساعد للتواصل الدولي في الأحداث الرياضية أو الثقافية منذ أوائل القرن التاسع عشر. نوقشت الحاجة إلى توحيد نظام الإشارات الدولية في المؤتمر العالمي الأول للصم في عام 1951، عندما تم تشكيل WFD. في السنوات التالية، تم تطوير لغة هجينة من خلال تواصل المندوبين من خلفيات لغوية مختلفة مع بعضها البعض، وفي عام 1973، لجنة الاتحاد العالمي للصم («لجنة توحيد الإشارة») نشرت مفردات موحدة. اختاروا «علامات طبيعية وسهلة الاستخدام شائعة الاستخدام من قبل الصم من مختلف البلدان»  لجعل اللغة سهلة التعلم. يحتوي الكتاب الذي نشرته اللجنة في أوائل السبعينيات، Gestuno: لغة الإشارة الدولية للصم ، على قائمة من المفردات تضم حوالي 1500 علامة. تم اختيار اسم "Gestuno"، إشارة إلى الإيماءات والوحدة.
ومع ذلك، عندما تم استخدام Gestuno لأول مرة، في مؤتمر WFD في بلغاريا في عام 1976، كان غير مفهوم للمشاركين الصم. بعد ذلك، تم تطويره بشكل غير رسمي من قِبل مترجمين فوريين للصم والسامعين، وأصبح يضم المزيد من القواعد النحوية - وخصوصًا الميزات اللغوية التي يُعتقد أنها عالمية بين لغات الإشارة، مثل تبديل الأدوار واستخدام المصنفات. بالإضافة إلى ذلك، تم استبدال المفردات تدريجياً بإشارات أيقونية وكلمات مستعارة من لغات الإشارة المختلفة.
تم إجراء أول دورة تدريبية لGestuno في كوبنهاجن عام 1977 لإعداد المترجمين الفوريين للمؤتمر العالمي الخامس للصمم. برعاية الرابطة الدانمركية للصم وجامعة كوبنهاغن، صمم الدورة روبرت إم انغرام وقام بتدريسها بيتي إل انغرام، وهما مترجمين أمريكيين.
لقد توقف استخدام اسم Gestuno ، وأصبحت عبارة «الإشارة الدولية» (بالإنجليزية: International Sign)‏ شائعة الاستخدام في اللغة الإنجليزية لتحديد مجموعة الإشارات هذه. في الواقع، لا يوجد الكثير مشترك بين الإشارة الدولية الحالية والعلامات المنشورة تحت اسم «جيستونو Gestuno».
لقد حدث تطور موازي في أوروبا في السنوات الأخيرة، حيث أدى التفاعل المتزايد بين مجتمعات الصم في أوروبا إلى ظهور إشارات هجينة أو مولدة. يشار إليها من قبل بعض اللغويين باسم "Eurosigns". يمكن ملاحظة التأثير في الإشارات الأوروبية من لغة الإشارة البريطانية ولغة الإشارة الفرنسية والإشارات الاسكندنافية.

## مفردات اللغة
الإشارة الدولية لديها معجم مبسط. في IS على سبيل المثال، يتم ترجمة كل من «من» و «ماذا» و «كيف» في اللغة الإنجليزية إلى «ماذا». مثال آخر على هذا المعجم المبسط هو موقع الإشارة نفسها. سيستخدم IS حركات من الصدر للإشارة إلى علامات الشعور، وستشير العلامات الموجودة بالقرب من الرأس إلى المعرفة.
يُعد قاموس الإشارة الدولية عن طريق التفاوض. يقال إن مراقبي IS يستخدمون مجموعة من الإشارات من لغة الإشارة الوطنية الخاصة بهم مختلطة مع علامات أيقونية للغاية يمكن أن يفهمها جمهور كبير. في عام 1973، أنشأت لجنة نظامًا للعلامات الدولية. لقد حاولوا اختيار العلامات الأكثر فهما من لغات الإشارة المتنوعة لجعل اللغة سهلة التعلم ليس فقط للصم بل للإدارة المؤقتة والشخص العادي. أشار مترجم IS بيلl مودي في ورقة عام 1994 إلى أن المفردات المستخدمة في إعدادات المؤتمرات مستمدة إلى حد كبير من لغات الإشارة في العالم الغربي وأقل فهمًا لتلك الموجودة في خلفيات لغة الإشارة الأفريقية أو الآسيوية. تشير دراسة أجريت عام 1999 أجراها بينسي ول إلى أن مستخدمي IS يستخدمون غالبًا قدرًا كبيرًا من المفردات من لغتهم الأم،  واختيار أنواع الإشارة التي يمكن فهمها بسهولة من قبل أجنبي. في المقابل، تشير راشيل روزنستوك إلى أن المفردات التي عرضت في دراستها لـ «الإشارة الدولية» كانت مؤلفة إلى حد كبير من علامات أيقونية للغاية شائعة في العديد من لغات الإشارة:
 أكثر من 60 ٪ من الإشارات تمت بنفس الشكل في أكثر من ثماني لغات إشارة وكذلك في IS. هذا يشير إلى أن غالبية إشارات IS، كما وجدت دراسات أخرى، ليست إشارات مستعارة من لغة إشارة محددة، ولكنها شائعة في العديد من لغات الإشارة الطبيعية. تم العثور على 2٪ فقط من علامات IS متفردة في فقط IS. استعارة 38٪ من الإشارات المتبقية من لغة إشارة أو مجموعة من لغات الإشارة ذات الصلة. 

## القواعد النحوية
يميل الأشخاص الذين يتواصلون بالإشارة الدولية إلى الاستخدام المكثف للعب الأدوار، بالإضافة إلى ميزة شائعة لمعظم لغات الإشارة التي تم بحثها حتى الآن: نظام شكلي واسع النطاق من المصنفات. تُستخدم المصنفات لوصف الأشياء، وهي تنتقل جيدًا عبر الحواجز اللغوية. وقد لوحظ أن المستخدمين أفضل بشكل عام في التواصل بين اللغات من غير المستخدمين، حتى بدون وجود لغة مشتركة. ربما، جنبا إلى جنب مع تجربة الصم مع التغلب على حواجز الاتصالات، استخدام المصنفات هو السبب الرئيسي.

اقترحت ورقة قدمت في عام 1994 أن مستخدمي الإشارة الدولية «يجمعون بين قواعد نحوية غنية نسبيًا ومعجم فقير للغاية». يصف سوبالا وويب (1995) اللغة بأنها نوع من أنواع اللغات الهجينة، لكنهما يخلصان إلى أنه «أكثر تعقيدًا من اللغات الهجينة المعتادة وهي في الواقع أشبه بلغة إشارة كاملة».

## الحروف والأرقام
يتم استخدام أبجدية اليدوية لهجاء الأصابع، والتي تستند إلى الأنظمة التي تستخدم يدا واحدة في أوروبا وأمريكا لتمثيل الأبجدية الرومانية. في محادثة ثنائية الاتجاه، يمكن استخدام أي هجاء أصابع معروف؛ غالبًا ما يتكلم أحد المتحدثين باستخدام الحروف الأبجدية الخاصة بالطرف الآخر، حيث يكون من الأسهل كثيرًا تهجئة الحروف الهجائية في أبجدية غير مألوفة من القراءة بسرعة. يوجد لدى ISL أيضًا نظام قياسي للأرقام حيث تختلف هذه العلامات اختلافًا كبيرًا بين لغات الإشارة.

## استخدام علامات الأصلية
لكل منطقة إشارتها المفضلة للبلدان والمدن. يمكن استخدام هذا بالاقتران مع هجاء الأصابع والتصنيف في البداية، والإشارة الأصلية المستخدمة وحدها بعد ذلك.

## المشاكل الرئيسية للإشارة الدولية
يمكن أن يختلف تبسيط الإشارات في (IS) بين المترجمين الفوريين (يمكن للمرء اختيار التبسيط على شرح أطول من ذلك بكثير)، ولهذا السبب، يمكن فقد بعض المعلومات في الترجمة. لأن لغة الإشارة تعتمد بشكل كبير على التأثيرات المحلية، فإن الكثير من الصم لا يفهمون علامات بعضهم البعض. علاوة على ذلك، يمكن أن تختلف الاختلافات الثقافية في الإشارات حتى داخل الحدود. في هذه الحالات، يعود العديد من الأشخاص الصم إلى هجاء الأصابع والإيماءات أو التمثيل الصامت، والتي لها أشكالها الخاصة بناءً على خصائص لغة الإشارة المشتركة.
أعرب الاتحاد العالمي للصم (WFD) عن قلقه بشأن القضايا المتعلقة بالتبسيط والتوحيد، وأنه يحد الإشارة إلى معنى أو كلمة واحدة، وبالتالي يفقد جميع الأشكال الطبيعية للمعنى الأولي. علاوة على ذلك، أظهرت دراسة بتكليف من WFD في عام 2007 أن الإشارة الدولية تُستخدم بشكل أساسي فقط في أوروبا والولايات المتحدة مما يزيد من عزلة الدول الأخرى عن عملية بناء لغة موحدة.

## أمثلة
- تحتوي صفحة WFD الرئيسية - على مقطع فيديو QuickTime قصير في IS مع ترجمات باللغة الإنجليزية.
- نسخة رقمية من Gestuno: لغة الإشارة الدولية للصم / Langage Gestuel International des Sourds - تحتوي على علامات IS الأصلية (التي عفا عليها الزمن الآن) في صورة فوتوغرافية
- أرشيف قاموس لغة الإشارة الدولية القصيرة
- نموذج قاموس الاتحاد الأوروبي لـ IS " [23]
- اتحاد الصم الأوربي (EUD) - معلومات عن IS [24]
- Signs2Cross Project - معلومات عن الإشارة الدولية [25]

## روابط خارجية
- إشارات للبلدان
- إشارات للمدن
- نسخة رقمية من Gestuno: لغة الإشارة الدولية للصم / Langage Gestuel International des Sounds

## للاستزادة
- McKee R., Napier J. (2002) "Interpreting in International Sign Pidgin: an analysis." Journal of Sign Language Linguistics 5(1).
- Allsop, Lorna; Woll, Bencie; Brauti, John Martin (1995). International sign: The creation of an international deaf community and sign language. In: Bos, Heleen F. and Schermer, Gertrude M. (eds): "Sign Language Research 1994: Proceedings of the Fourth European Congress on Sign Language Research, Munich, September 1–3, 1994." (International Studies on Sign Language and Communication of the Deaf; 29) Hamburg : Signum (1995) - pp. 171–188
- Supalla, Ted and Webb, Rebecca, (1995). "The grammar of international sign: A new look at pidgin languages." In: Emmorey, Karen / Reilly, Judy S. (eds): Language, gesture, and space. (International Conference on Theoretical Issues in Sign Language Research) Hillsdale, N.J. : Erlbaum - pp. 333–352.
- Webb, Rebecca and Supalla, Ted, (1994). Negation in international sign. In: Ahlgren, Inger / Bergman, Brita / Brennan, Mary (eds): Perspectives on sign language structure: Papers from the Fifth International Symposium on Sign Language Research. Vol. 1; Held in Salamanca, Spain, 25–30 May 1992. Durham : isla (1994) - pp. 173–186
- Moody, W. (1987). "International Gestures." In: van Cleve, J. V. (ed.) Gallaudet encyclopedia of deaf people and deafness. Vol. 3. S-Z,Index. New York, NY [u.a.] : McGraw-Hill Book Company, Inc. - pp. 81–82.
- Rubino, F., Hayhurst, A., and Guejlman, J. (1975). Gestuno. International sign language of the deaf. (revised and expanded). Carlisle: British Deaf Association [for] the World Federation of the Deaf.
- Magarotto, Cesare, (1974). Towards an International Language of Gestures. (Unesco Courier)